# پناگیلا

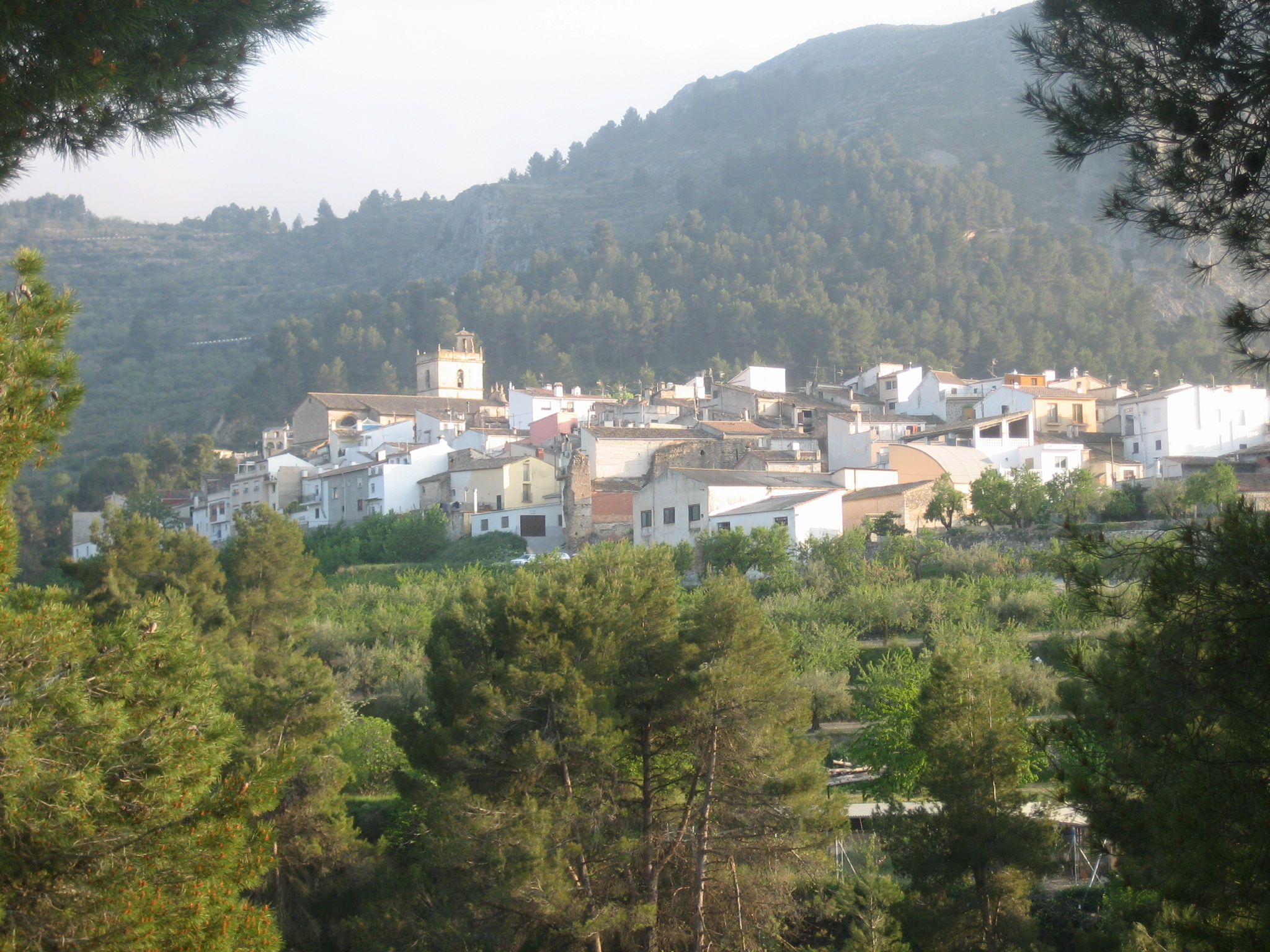
نمایی از پناگیلا، دهستانی در استان آلیکانتهٔ اسپانیا - ۲۰۰۶

پناگیلا دهستانی در استان آلیکانتهٔ اسپانیا است.
در این دهستان ۳۳۴ نفر زندگی می‌کنند. مساحت این دهستان ۵۰٫۰۳ کیلومتر مربع است.